# Mellsjö
Mellsjö är en sjö i Mölndals kommun i Halland och ingår i Kungsbackaån-Göta älvs kustområde. Sjön är 8,5 meter djup, har en yta på 0,0998 kvadratkilometer och befinner sig 41,7 meter över havet. Mellsjö ligger i Sandsjöbacka Natura 2000-område.

## Delavrinningsområde
Mellsjö ingår i det delavrinningsområde (638721-127370) som SMHI kallar för Namn saknas. Medelhöjden är 56 meter över havet och ytan är 0,84 kvadratkilometer. Det finns ett avrinningsområde uppströms, och räknas det in blir den ackumulerade arean 2,8 kvadratkilometer. Avrinningsområdets utflöde mynnar i havet. Avrinningsområdet består mestadels av skog (45 %) och öppen mark (35 %). Avrinningsområdet har 0,1 kvadratkilometer vattenytor vilket ger det en sjöprocent på 12 %.